# Église Notre-Dame-des-Douleurs de Riga
 (juillet 2022).
Pour les articles homonymes, voir Église Notre-Dame-des-Douleurs.
L'église Notre-Dame-des-Douleurs (letton : Rīgas Sāpju Dievmātes baznīca), est une église catholique de Riga, capitale de la Lettonie. C'est la première église catholique à avoir été construite à Riga, après la Réforme protestante. Elle est dédiée à la Vierge des Douleurs.

## Historique

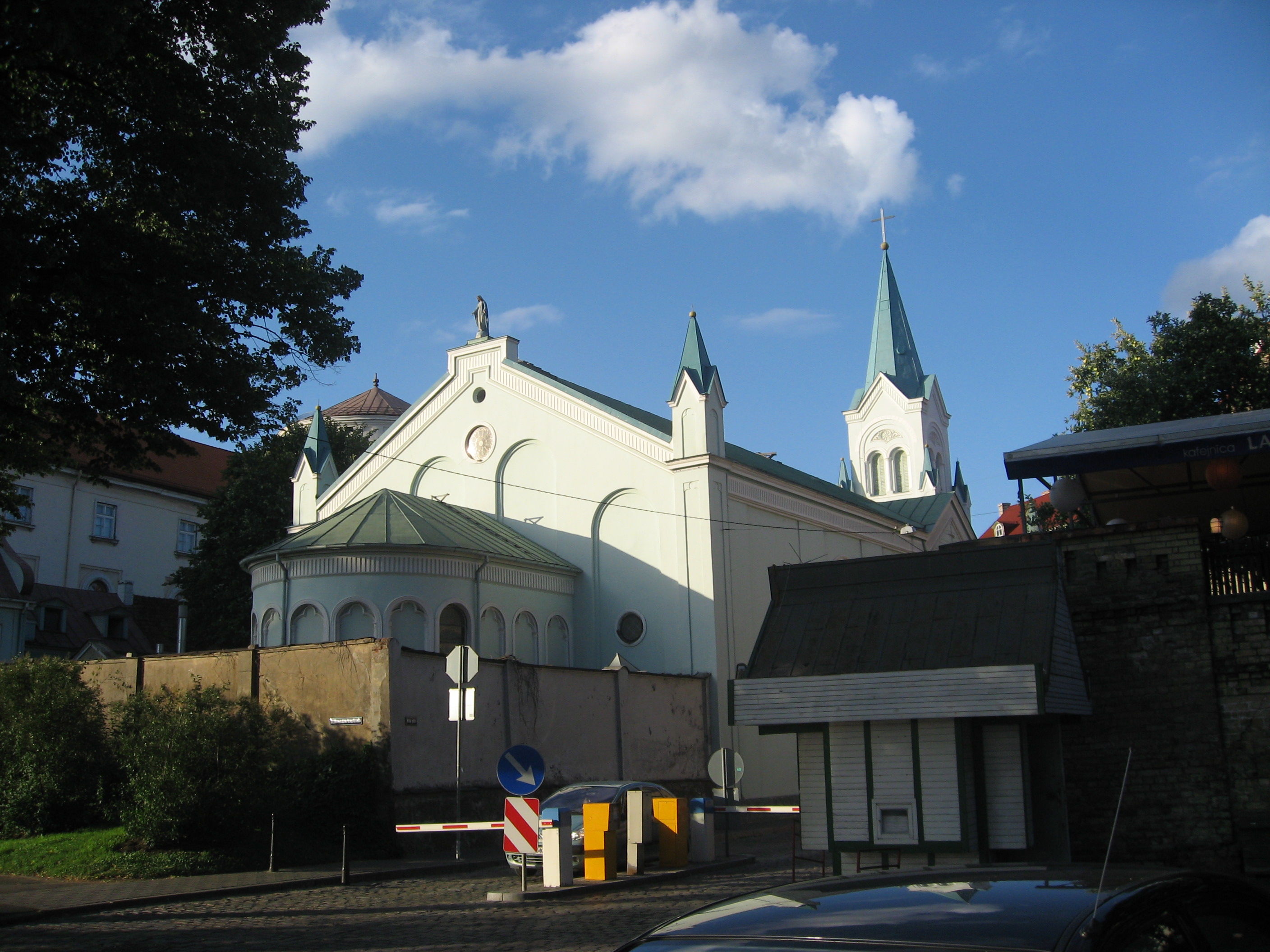
Vue de l'abside de l'église

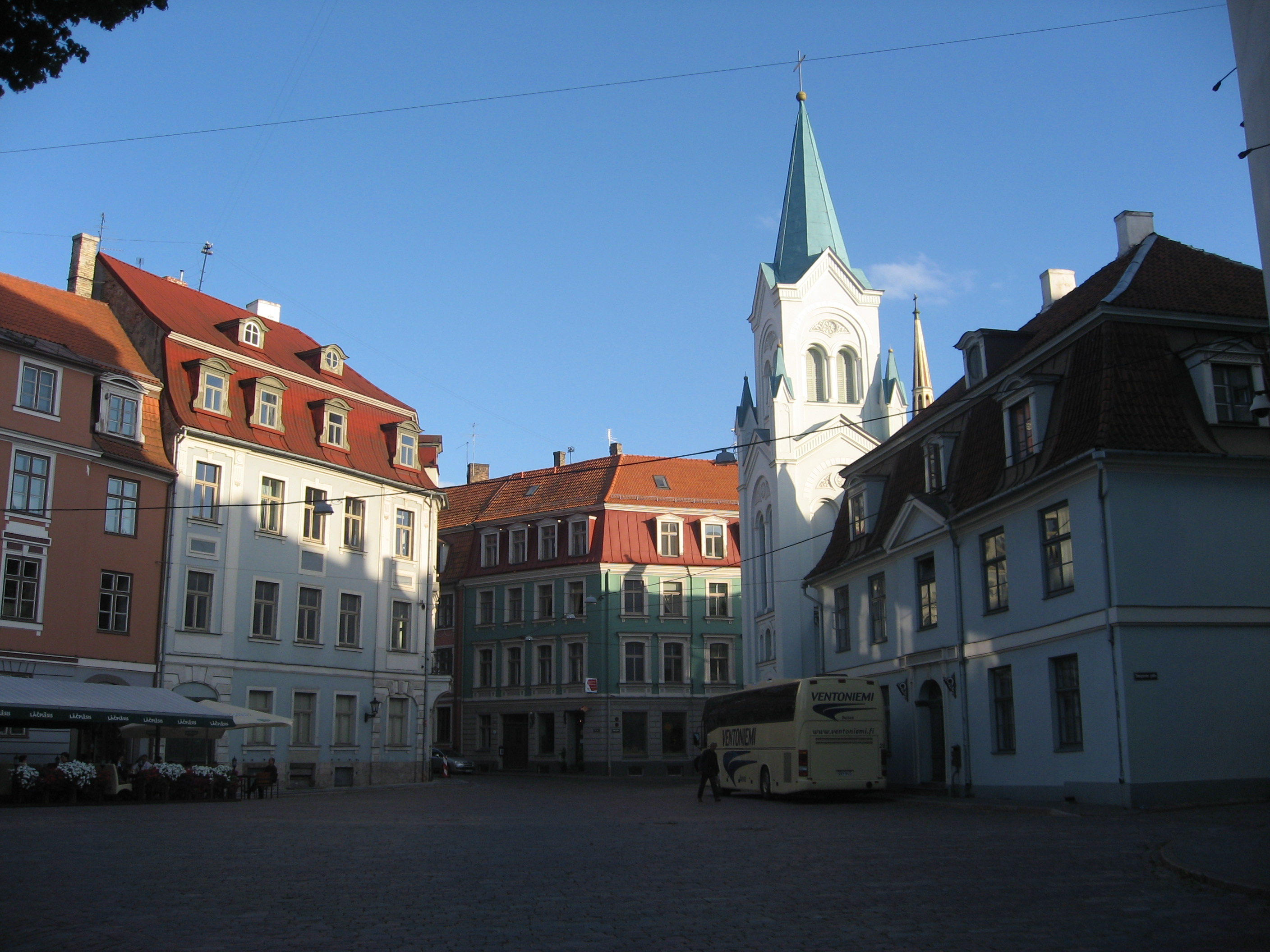
Vue de l'église dans la vieille ville

L'église précédente date de 1765 du temps où la ville était capitale du gouvernement de Livonie au sein de l'Empire russe et où la ville s'était ouverte depuis le début du siècle aux populations non-germanophones et remplace une petite chapelle de bois pour les soldats polonais. Elle desservait principalement les communautés polonaises et lituaniennes de la ville. 
Son destin change lorsque l'archiduc Joseph, quelques mois avant sa montée au trône impérial, visite l'église et s'étonne de sa modestie et de son peu d'attrait, voire de sa laideur. Piqués au vif, les magistrats de la ville décident d'une nouvelle souscription (à laquelle participe Stanislas-Auguste Poniatowski), et la seconde église, plus grande, est bâtie entre 1783 et 1785 en style néoclassique avec des éléments baroques. Un premier réaménagement a lieu au milieu du XIXe siècle qui lui donne un aspect néogothique romantique. C'était la seule église catholique de Riga, jusqu'en 1885. Elle est dominée par un clocher néogothique. Elle est agrandie à la fin du XIXe siècle.
L'église sert aujourd'hui d'église paroissiale du quartier du château de la vieille ville. Elle a une capacité de deux mille places. 
Elle se trouve place du château.